# 鳴沢寡愆
鳴沢 寡愆（なるさわ かけん、1891年〈明治24年〉5月10日 - 1977年〈昭和52年〉9月4日）は、日本の英文学者、俳人。広島大学名誉教授。俳号は花軒。高浜虚子に師事。

## 略歴
新潟県中蒲原郡鷲巻村大字西笠巻（現 新潟市南区西笠巻）の浄土真宗大谷派・長福寺の鳴沢木誓の次男として出生。
1910年（明治43年）3月に新潟中学校を卒業、1913年（大正2年）7月に第四高等学校を卒業、1916年（大正5年）7月に東京帝国大学文科大学文学科（英文学専修）を卒業、東京帝国大学附属図書館に勤務。
1920年（大正9年）から京北中学校に勤務、大谷大学を経て1921年（大正10年）3月に松江高等学校教授に就任、1925年（大正14年）3月に広島高等学校教授に就任、12月から1年半、英語の研究のためイギリスやアメリカに留学。
1949年（昭和24年）5月に広島大学広島高等学校教授に就任、8月に広島大学皆実分校（教養部）教授に就任、1953年（昭和28年）4月に広島大学文学部教授に就任、1954年（昭和29年）4月から広島大学皆実分校主事を兼任。
1956年（昭和31年）3月に広島大学を定年退官、5月に広島大学名誉教授の称号を受称、広島女学院大学、甲南女子大学、広島文教女子大学などで教壇に立ち、1970年（昭和45年）春に退職。
1968年（昭和43年）に鳴沢寡愆が喜寿を迎えたとき、広島高等学校の卒業生たちの間で鳴沢寡愆夫妻の句集を作って贈ろうという話が持ち上がり、荒木武（第27 - 30代広島市市長）が中心になって箱入りのめおと句集『萬年青』を贈った。
1977年（昭和52年）9月4日午前2時55分に大阪府枚方市香里ケ丘の新香里病院で急性腎不全のため死去、86歳没。

## 栄典・表彰
- 1968年（昭和43年）11月3日 - 勲三等旭日中綬章[19]
- 1972年（昭和47年）11月2日 - 第29回中国文化賞「地域社会の教育、文化に寄与」[20][21]
- 1977年（昭和52年）09月4日 - 正四位[22]

## 親族
- 鳴沢宏英 - 長男、元東京銀行常務・常任参与。
- 鳴沢淳英 - 次男、開業医（大阪府寝屋川市）。

## 著作物

### 著書
- 『文藝論集 印象と硏究』中外出版、1925年。
- 『句集 花軒』鳴澤寡愆教授退官記念事業会、1956年。
- 『句集 萬年青』鳴沢富女[共著]、鳴沢先生喜寿祝賀会、1968年6月。
- 『虚子鑑賞』白川書院、1971年。
- 『花軒遺稿 わが句ものがたり』十一房出版、1979年。

### 訳註書
- 『ヷーヂニバス・ピュアリスクヰー講義』ロバート・ルイス・スティーヴンソン[著]、健文社、1929年。
- 『ザブリッティシワンアクトプレーツーディー』大倉廣文堂、1930年。
- 『アン イントロダクシヨン ツウ ザ スタデイー オブ リテラチユアー』ウィリアム・ヘンリー・ハドソン[著]、大倉廣文堂、1932年。
- 『ユース講義』ジョゼフ・コンラッド[著]、健文社〈英文学講義叢書 15〉、1934年。
- 『颱風講義』ジョゼフ・コンラッド[著]、健文社〈英文学講義叢書 16〉、1934年。
- 『サイラス・マーナー』ジョージ・エリオット[著]、眞鍋義雄[共訳註]、開隆堂書店、1937年。

### 論文
- CiNii収録論文 - CiNii